# Дубас
Дубас — вид сарафана.
Письменные документы XVII века сообщают, что дубасы и сарафаны различались только материалом. Дубасы шили из крашеного холста, а сарафаны — из покупных тканей. Старые дубасы шили всегда косоклинными, с передним швом на всю длину и широкими проймами. Они состояли из двух передних полос, одной задней и боковых клиньев.
Дубас в архаическом виде сохранился до наших дней у старообрядцев Верхнего Прикамья. Его не только надевают на моление, соборные староверы (приобщенные к собору-общине) носят ежедневно. Старшее поколение староверов донашивает домотканые синие дубасы, а вновь приобщенные к собору шьют их обязательно из темного сатина.
Задняя цельная полоса выкраивается по-старинному — с фигурным выступом-лапочкой, к которой пришиваются лямки-проймы. Верхний край спинки собирался не «борка́ми» (мелкая сборка), а глубокими складками — «пластиками». Известная мастерица по шитью старинной одежды Т. Г. Блинова (1907 года р.) рассказывала, что на один дубас уходило 18-20 аршин домотканого холста. За счет увеличения клиньев он становился шире и пышнее. Сама она носила синий дубас, который имел окружность в подоле 7 м 60 см.